# Hide
HIDE（ヒデ、本名：松本 秀人〈まつもと ひでと〉、1964年〈昭和39年〉12月13日 - 1998年〈平成10年〉5月2日）は、日本のギタリスト、歌手、プロデューサー。神奈川県横須賀市出身。1987年から1997年までX JAPAN（旧名：X）のギタリストとしてHIDE名義で活動。2007年のX JAPAN活動再開以降も正式メンバーとして在籍。1989年にアルバム『BLUE BLOOD』でXのメンバーとしてメジャー・デビュー。 愛称は「ヒデさん」、「ヒデくん」、「ヒデちゃん」。
1993年より、hide名義でソロ活動も開始し、1996年にはレコードレーベル「LEMONed」（レモネード）を設立。1997年のX JAPAN解散後はhide with Spread Beaver及びzilchでの活動を開始するも、1998年5月2日に急逝。

## 来歴

### 生い立ち〜中学校時代
1964年12月13日、神奈川県横須賀市で生まれる。1968年4月、聖佳幼稚園に入園し、この3年間に英語教育を受けた。1971年4月、横須賀市立田戸小学校入学。少年時代は肥満から来る劣等感のため、内気で大人しい子供であった。小学生の頃、太っている生徒は休み時間に校庭を走らされるという管理教育的体罰があり、その中にhideも入っていた。この頃、深夜ラジオでロックに出会い、「ロックミュージシャンは痩せてなくては」と、ダイエットした。学習塾や習いごとに忙しく通っていた。小学校の6年間は剣道をやっていた。祖父の「松本家から医者を出せ」という命令もあり、卒業文集では「医者になって見離された患者さんを助けてあげたい」と綴った。小学4年時、アメリカへの集団でのホームステイも経験している。そこにはホンジャマカの恵俊彰も参加していた。UNITEDの横山明裕とは幼馴染であり、互いにプロになって以降も交流があった。
横須賀市立常葉中学校に通う中学生時代、友人がきっかけでロックに興味を持ち、祖母にギブソン製エレクトリック・ギターを買ってもらいバンドを組むも、活動はしていなかった。
hideが初めて手にしたギターは新古品のギブソンのレスポール（ナチュラルカラーのレスポールデラックスモデル）であった。祖母に無理だと思って頼んでおいたら、在日米軍横須賀基地内に出入りが出来たのでフリーマーケットで買ってきてくれたという。当時は現在以上に高級品でロック好きには憧れの的であったために、隣の学校や、「友達の友達」という人までが自宅にギターを見に来るという状況になった。ピックアップにP90サイズのミニハムバッカーが搭載されていたが、通常サイズのハムバッカーに換装するためにhideは自ら彫刻刀でピックアップキャビティを彫るなど、改造を加えて愛用していた。だがそのギターは、PATA曰く「金がなかった頃に売っちゃったのかもしれない」ため、記念すべきhideの最初のギターの行方は誰にもわからない。
美術教師からはいつも「おい、そこの太った奴」呼ばわりされるハラスメントを受けた。また、体育を苦手としていたが、体育以外の成績はクラスの上位であった。試験直前に人知れず猛勉強していたのである。ギターに夢中になり高校受験の勉強はやっていられなかったため、推薦入学ができる逗子開成高校へ進学した。

### 高校入学〜サーベルタイガー時代

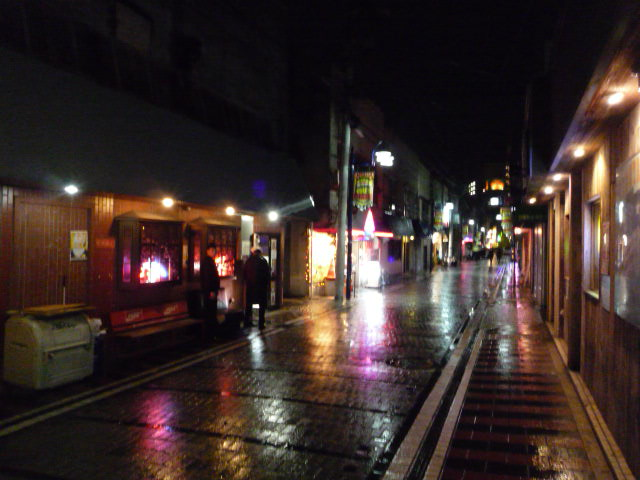
バンド活動の原点となる「どぶ板通り」夜の風景（写真は2010年）。hideが少年の頃は暴力や退廃の渦巻く街であった。

高校が「エレキ禁止」であったためにバンドを組めずにいたが、当時不良少年の遊び場であった横須賀のどぶ板通りに通うようになった。どぶ板通りはアルコール、ドラッグ、喧嘩、何でもありの街であった。そこで出会った友人らとX加入以前に活動していた唯一のバンド、「サーベルタイガー」を組んで活動する。レコード購入代やどぶ板通りの遊興代のために昼食代を使い込んだことで体重が減り、それを機に食事制限を推進して理想とするロックスター体型へと急速に変化した。奇抜な格好で暴れるステージ上では狂気であったが、危険なパフォーマンスとは裏腹にステージを降りたら気遣いをして優しかったという。
入学した逗子開成高校は、hideの地元横須賀市の隣に位置する逗子市にある。超エリート校である開成の分校として誕生した神奈川県で最古の男子校であり、大正時代の日本で大流行した歌謡曲「真白き富士の根」（七里ヶ浜の哀歌）の当事者校であり、知名度は日本全国レベルで高いといえる。だがしかし、hideは推薦試験当日まで逗子開成高校がエレキ禁止であることを知らなかっただけでなく、男子校であることさえ知らなかった。
高校卒業後に、ハリウッドビューティ専門学校へと進み、1984年3月に卒業。卒業制作は着物やマネキンを使用したパフォーマンス豊かな作品により優秀賞を受賞した。1984年4月に同校専門課程へ進学、翌1985年3月に卒業。美容師免許を取得し、実際に祖母の美容院で働いてもいた。「おばあちゃん子」であったhideは美容院を営んでいた祖母からの影響を少なからず受けている。Xデビュー当初は祖母のサリーを借りてステージ衣装として使用したりしていた。若作りでお洒落な人物であったために、後のファッションなどの基盤となった。「サーベルタイガー」を解散した時には、全ての音楽活動からは足を洗って美容師として生きていこうと決心した。
サーベルタイガー時代、当時後にXで一緒になるTAIJI率いるデッド・ワイヤーのドラム・TETSUを迎えようと電話したところ、TETSUは留守で母親が出てきて、伝言を頼んだ。しかし、本名を名乗っていたため、TETSUには「松本さんという方から、一緒にバンドをやりませんか?」としか伝わらず、無視することに。しかし、サーベルタイガーに加入するという噂がデッド・ワイヤーに広まり、TETSUとTAIJIが大喧嘩。結果、引っ込みのつかなくなったTETSUはサーベルタイガーに加入したが、これが元で一時hideとTAIJIの仲は気まずいものになった。次にkyoをサーベルタイガーのメンバーに加えようとしたとき、待ち合わせ場所にkyoがライブ並の格好で現れ、hide曰く「モーセの十戒のごとく」人が避ける様を見て「他人の振りして逃げようかと思った」と言っている。それに対してkyoも「お前も人のこと言えなかったろうが」と返している。
この頃のhideはヘビメタロッカーのジャガーが経営する看板工場で働いていた。そのことは「ジャガーさんが経営していた美容室にhideさんが働いていた、というのは本当ですか？」という質問にジャガー本人が「hideは、うちの看板工場にいました。」と回答している。1986年10月、テレビ東京でジャガーのドキュメンタリー番組『青春ING 花の社長はヘビメタロッカー』が放映され、千葉県市川市鬼越にあるジャガーの看板工場「アート美術」で青色のつなぎを着て作業するhideが映っている。hideはX加入後もジャガーを「社長」と呼んでいた。hideの勤めていた美容院（ジャガーが経営）の常連にヤクザの娘がいて、その常連が行方不明になったとき、その常連の日記の最後に「松本秀人 サーベルタイガー」と書いてあったため、その関連性を疑われ、車に乗せられる。富士の樹海まで連れて行かれ、自白するよう強要されたが、hideは「分からない。」と主張し続け、解放された。
サーベルタイガー解散の理由は、REMが私用でライブをすっぽかし、裏でローディーがギターを弾いてごまかすという事件があり、これに疑問を持ったTETSUが脱退を表明、それを聞いたhide・kyo・TOKIも「今のメンバー以外にはありえない」として解散を決意した。
解散後も、hide・kyo・TETSUはお互いに自分のバンドを持っているにもかかわらず、「元サーベルタイガーの○○です」と言っていた。

### バンド人生との決別をYOSHIKIに伝える
hideがサーベルタイガーを解散させ、ミュージシャンを辞める決意をしたとき、親交のあったミュージシャンにそのことを電話で話した。しかし、サーベルタイガー時代からhideの活躍ぶりは有名で、中にはバンドへの誘いもあったが全て断ってきた。最後にYOSHIKIに電話を掛けて辞めることを伝えた。「俺、美容師の免許を持ってるだろ。実家のある横須賀に帰って美容師になることにしたよ。もう、ギターは捨てる」と伝えたところ、YOSHIKIから「Xでもう一度やってみない?」と誘われる。それまで全てのバンドからの誘いを断ったにも関わらず、YOSHIKIからのこのオファーには「ちょっと考えさせて」と返答を保留した。後日、YOSHIKIからXのリハーサルがあることを聞いたhideは、池袋のスタジオでXの演奏をじっと見つめていた。リハーサル後、池袋の居酒屋でhideはXに入ることをYOSHIKIに伝えた。YOSHIKIをはじめXのメンバーたちは感情を爆発させ興奮のあまり奇声を発し、喜びのあまり組体操の「扇」を行った。

### Xとソロ活動
Xに加入しての初仕事は『天才・たけしの元気が出るテレビ!!』の企画で行われた「やしろ食堂」でのライブであった。1989年4月、Xのギタリストとしてアルバム『BLUE BLOOD』でメジャー・デビュー。Xではギター以外にもバンドのヴィジュアル全般を担当し、メンバーの髪のセットなども行っていた。主にYOSHIKIがXの作詞・作曲を行っていたが、hideも7thシングル「Joker」等の楽曲で作詞・作曲を担当。
X加入当時、Xが得意としていたテンポが速い激しい曲を弾いた経験が無く、全く弾けず、死に物狂いで練習したと言う。『Vanishing Vision』のレコーディング中に腱鞘炎を患い、腕の痛みに耐え切れず、本来自身が弾くはずだったパートを一部PATAに代わりに弾いてもらった。この頃は連日お昼頃にスタジオに入り、明け方に帰宅するという生活サイクルで練習のしすぎが祟ったようで、PATA曰く「たぶん腱鞘炎になってた事は、他のメンバーは知らないと思う」との事である。
Xでの活動と並行して1993年1月21日にLUNA SEAのJとINORANと共にMxAxSxS名義でオムニバスアルバム『DANCE 2 NOISE 004』に参加し、同年8月5日に2枚のシングル「EYES LOVE YOU」、「50%&50%」を同時発売しソロ・デビュー。2枚とも森雪之丞が作詞を担当した。hideは森雪之丞が作詞した1980年代前半のBOWWOWや布袋寅泰『GUITARHYTHM II』（1991年）の歌詞に惚れ込んでいたため、ソロデビュー時は森に歌詞を頼もうと決めていた。hideは森を師と仰ぎ親交を深め、以後の作品は自分で作詞している。9月29日にはZI:KILLのTUSKと、映像作品『Seth et Holth』を発表する。
1994年2月、初のソロ・アルバム『HIDE YOUR FACE』を発売。ジャケットの仮面のオブジェは、映画『エイリアン』などで知られるH・R・ギーガーによるデザイン。また、同年3月から4月にかけて初のソロツアーを開催した。
1996年、下北沢を中心として活動していたインディーズバンド「ZEPPET STORE」の楽曲や存在を世間に知らしめたいという動機からレーベル「LEMONed」（レモネード）を立ち上げる。5月22日に同名タイトルのオムニバスアルバムとビデオを発売することでレーベルの存在を公にした。また、6月よりソロ・アルバム制作を開始し、9月2日に2ndアルバム『PSYENCE』を発売。
インディーズバンドの発掘に力を入れ、エクスタシーレコードではバンドリサーチ担当としてLUNA SEAやGLAY、ZI:KILL、DEEPを発掘し、また、自身の「LEMONed」レーベルでもZEPPET STORE、VINYL、trees of lifeなどのバンドを発掘した。
1997年9月、TOSHIの脱退によりX JAPANは解散を発表し、同年12月31日の「THE LAST LIVE」をもってXは解散。その翌日の1998年1月1日、hide with Spread Beaverとして新聞紙上に全面広告を掲載。同年1月28日にシングル「ROCKET DIVE」を発売。

### hideの突然の死

#### 晩年
1998年5月1日、hideはSpread Beaverのメンバーと共にフジテレビ音楽番組『ロケットパンチ! MUSIC DELIVERY』の収録に臨んだ（この際に収録された曲は「ROCKET DIVE」、「ピンクスパイダー」、「ever free」、「DOUBT'97」）。これが生前最後に撮影された映像となった。その打ち上げ後、hideが毎日通い詰めている西麻布のロックバー「Rally」にて日付をまたいで更に飲んだ。泥酔したhideは自身のスタッフらと音楽や活動の方針について争い、皆は三々五々に帰宅し、hideは早朝には独りで飲んでいた、と同店のオーナー門野久志は語っている。その後、マネージャーを務めていた実弟の裕士（ひろし）が運転する車で、自宅マンションまで送られた。
5月2日朝7時30分頃、hideは自宅マンション寝室のドアノブに掛けたタオルで、首を吊った状態で発見されたとされる。その後、病院に搬送されたが午前8時52分に死亡が確認された。満33歳没（享年35）であった。病院に着いた時は既に心肺停止状態だったとされる。当日午後3時頃から、「元X JAPANのギタリストhideが死亡、警視庁は自殺と断定」と速報で報道された。5月5日に関係者のみ300人を集め密葬が執り行われ、5月6日に通夜、5月7日に告別式が催され、両日はファンの献花を受け付け、連日ファンが大挙して押し寄せた。告別式にはTOSHI、TAIJIを含むX JAPANのメンバーをはじめ、親交のあった音楽仲間や業界関係者、ファンも参列。告別式はテレビで生中継された。
「HURRY GO ROUND」の歌詞や、ラジオ番組『オールナイトニッポンR』での発言が意味深長で自殺に関連するのではないかという見方や、自殺ではなく事故だと断言している人物の存在もあり、死因については様々な見解がある。警察は雑誌取材などに「『牽引』にしては首の輪が小さく、むしろ死を意図するものであった。また、『バンドや音楽活動で悩み、酒量が増えていた』と聞いており、突発的に死に踏み切ったのだと思われる」と答えている。「故意による自殺」か、「不慮の事故」かは不明であり、遺書や「死にたい」と自殺をほのめかす発言がない事や、ドアノブに柔らかいタオルで自殺する方法は珍しいことから、不慮の事故とする説がある。YOSHIKIは「彼は自殺するような人間ではない」と発言している。
1998年9月に出版された「hide 真実のストーリー」には『コンサートで行われる予定であった、首吊り自殺を装った演出の練習を、酔っぱらったまま行ってしまい死んでしまった』と書き記されている。
1998年10月24日 hide不在の中行われた hide with Spread Beaver TOUR appear!! "1998 TRIBAL Ja,Zoo" 公演前に行われた記者会見にて、マネージャーで実弟の裕士は「hideは生前、ひどい肩こりと偏頭痛に悩まされており、整骨医が行う首の牽引によるストレッチをしていた。いつものように牽引していたが、帰国直後の時差ボケと、泥酔状態であったために起こった事故であり自殺ではない」ことを改めて発表している。
2014年8月22日、『中居正広の金曜日のスマたちへ』に出演したToshlが、hideの死について、「自分が洗脳されていなければ」と自責の念を述べた。

#### 葬儀までの5日間

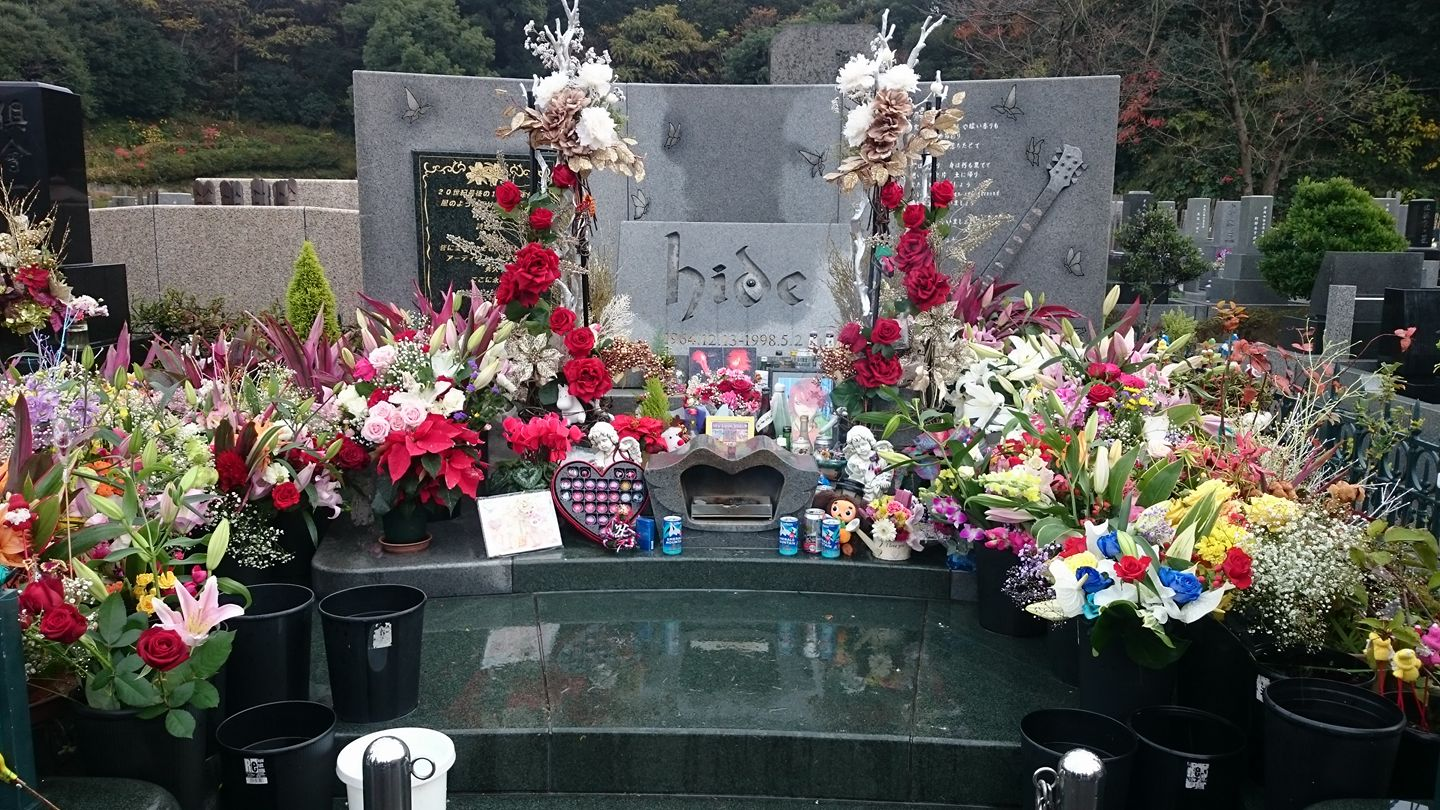
hideの墓

hideの遺体は5月3日に東京都中央区築地の築地本願寺に安置された。夕方、YOSHIKIがロサンゼルスから帰国し成田空港から築地本願寺に直行。YOSHIKIは最初これを「悪い冗談じゃないか」とも思っていたが、飛行機の中での正式な報道を見た瞬間に現実であることを受け入れ号泣したという。
翌5月4日、週が明け本格的にワイドショーなどで大々的に取り上げられる。築地本願寺にファンが集まり始め、その数は5万人規模となる。夕方にYOSHIKIが寺の正面に姿を現し、報道陣を前にメッセージを発表した。
5月5日には、遺族・親族・X JAPANのメンバーを始めとする音楽関係者など300人を集め密葬がとり行われた。その間もファンは絶え間無く押し寄せ、その数は数千人にもふくれ上がった。また、疲労と心労が重なったファンが次々と倒れ、救急車で病院に搬送された。さらに、「hideが自殺」と報道されていたためにファンの後追い自殺が未遂を含め、築地本願寺境内をはじめ全国で相次いだ。そのため、翌日には警視庁の要請でX JAPANのメンバーが記者会見を開き、自殺を思いとどまるように訴えた。
5月6日の通夜、5月7日の告別式の両日はファンの献花を受け付け、連日ファンが大挙して押し寄せた。中には単なる通行人や野次馬もいたとされるが、通夜、告別式に5万人近くが集まったとされ、隅田川沿いに2 - 3kmのファンの列が出来たことも報道されていた。また、本願寺の外では hideやX JAPANの楽曲が流れていた。
5月7日の告別式はテレビで生中継された。告別式には、脱退したTOSHI、TAIJIを含む元X JAPANメンバーをはじめ、親交のあった音楽仲間や業界関係者が列席した。築地本願寺開山以来初めてのグランドピアノ持ち込みによるYOSHIKIの伴奏で、TOSHIがX JAPANの「Forever Love」を歌った。hideの「GOOD BYE」が流される中、午後3時40分出棺。棺はX JAPANメンバーやボディーガード等の手によって抱えられた。道路に交通規制が掛けられ一般車両を完全に止めた状態であったが、ファンが大挙して道路に広がり霊柩車を追いかける者が現れ、周辺が混乱状態となった。その後、hideは渋谷区の代々幡斎場で荼毘に付された。代々幡斎場周辺も築地本願寺同様ファンが押し寄せ、大挙して道路に広がり交通を妨げた。霊柩車が斎場に到着すると、追いすがるファンが現れこちらも一時混乱状態となった。法名は、秀徳院釋慈音（しゅうとくいん しゃくじおん）。遺骨は、四十九日法要をもって、神奈川県三浦市の三浦霊園に納骨され、一部はロサンゼルスの海に当時のzilchのメンバーや弟・裕士によって散骨されている。
十三回忌にあたる2010年5月2日には、築地本願寺で法要が行われた。法要には約35000人の関係者やファンが参列した。
2013年3月に、何者かの手によってhideの墓石が刃物のような物で傷を付けられるという事態が発覚した。そのため、器物損壊罪で調査を行うこととなった。

## 死後
1998年5月13日にシングル「ピンクスパイダー」、5月27日にシングル「ever free」が生前に予定されていた通りに発売。
7月23日、生前にレイ・マクヴェイとポール・レイヴンと共に結成されたプロジェクトzilchの1stアルバム『3・2・1』が発売。10月21日、未発表曲としてシングル「HURRY GO ROUND」が発売。これは生前に録っていた仮歌の音源を使用して、hideと共に最もレコーディング作業に深く関わっていたI.N.Aによって制作された。
11月21日、アルバム『Ja,Zoo』が発売。このアルバムは生前には未完成であったが、Spread Beaverのメンバーや、サーベルタイガー時代からの仲間であるkyoや菊地哲などの参加により完成された。
死去から丁度1年後の1999年5月1日、トリビュート・アルバム『hide TRIBUTE SPIRITS』発売。hideに縁のあるミュージシャン、hideがBOØWY時代からファンであった布袋寅泰などが参加。
2000年7月20日、故郷である神奈川県横須賀市の海岸沿いにある京浜急行電鉄所有の土地を利用し、記念館「hide MUSEUM」が開館。衣裳や楽器などhideにゆかりのある品々を展示、併設の「Cafe Le PSYENCE」ではライブも行われた。オープン式典にはX JAPANファンを公言し、設立にも協力したという衆議院議員の小泉純一郎も出席。横須賀市内を走る京浜急行バスでも、hide並びにhide MUSEUMをテーマにした路線バスを3台（衣笠営業所所属車2台と湘南京急バス堀内営業所所属車1台）製作・運行させている。七回忌に当たる2004年5月2日には「FILM GIG」などのイベントが開催された。2005年9月25日に記念館は閉館。当初は3年間の期間限定であったが、結果的に5年に延長された。閉館後も、展示品などは時期を見て公開する予定であるとされている。
2007年4月1日、裏原宿に移転しLEMONed SHOPがオープン。
2007年10月17日、X JAPANが再始動。新曲「I.V.」は、生前のhideの演奏をデジタル加工して使用されており、念願としていた世界デビューへhideも同行する形が取られた。10月22日のミュージック・ビデオの撮影にはhideの立ち位置に空席のマイクスタンドとhideモデルのエレキギターが設置され、YOSHIKIがhideの人形を持って登場するなど『hideも一緒である』ということが強調されていた。2008年3月28日に東京ドームで開催されたX JAPANの復活ライブでは、特殊映像などを駆使して再現されたhideの立体映像が登場。
2008年5月3日・5月4日、味の素スタジアムにてhideを追悼する為の十周忌追悼ライブ『hide memorial summit』が開催された。多数のバンドやミュージシャンが出演し、5月3日に出演したhide with Spread Beaverと5月4日に出演したX JAPANでは、ステージに設置された巨大モニターに生前のhideの映像を放映する形で共演。
2013年はソロ活動20周年、2014年は生誕50周年のメモリアルイヤーとなり、hide MUSEUMの8年ぶりの復活など、様々なプロジェクトが進められた。
2014年12月10日、生誕50周年アルバムとして、3rdアルバム『Ja,zoo』に収録される予定であった未発表曲を含むベストアルバム子ギャルが発売された。収録内容も、新曲の「子ギャル」に加え、2002年7月にリリースされたベストアルバム『hide SINGLES 〜Junk Story〜』に収録された15曲(16曲目に収録されたコメントは除く)を、Junk Storyから順番に歴史を遡るように収録している。なお、この15曲はボーナス・トラック扱いである。また、初回限定版には、「子ギャル」のデモ音源も収録され、怪人カードが初回限定版・通常版にも封入された。これにより、完全に幻の曲は「ZOMBIE'S ROCK」の1曲となった。この曲はタイトルしか判明しておらず音源化は不可能であり、メロディー・歌詞ともに hideの頭の中にさえ存在していなかった可能性があるままに独り歩きをしている。
2015年5月24日、生誕50周年記念ドキュメンタリー映画『hide 50th anniversary FILM 〜JUNK STORY〜』が全国の映画館で公開され、また世界各国でも公開された。
2016年1月29日、日本人ロックアーティスト初として、約14万字に及ぶ膨大なヒストリー・未公開を含む、約100枚以上の貴重な写真、母子手帳、成績表、サイン色紙、イラスト、作品発売のポスター、ライブチケット、新聞広告、スケジュール表、hide MUSEUMオープンのポスター、hide MUSEUMのパンフレットなど、お宝アイテム約50点で構成された、豪華な大型本「hide Perfect Treasures」が発売された。
2016年7月18日、1996年に千葉マリンスタジアムで、翌年には都内5カ所のクラブを、インターネット配信で同時中継した伝説のイベント「hide MIX LEMONed JELLY」が、舞浜アンフィシアターで開催された。
2016年10月14日から16日までの3日間に渡って、幕張メッセで開催されたVISUAL JAPAN SUMMITに、X JAPAN及びhide with Spread Beaverのメンバーとして出演。なお、hide with Spread Beaverは、2008年5月に味の素スタジアムで開催された「hide memorial summit」以来、約8年ぶりの再集結であった。
2016年10月15日、伝説の2nd ソロツアー最終公演を3D映画化した『hide solo tour 1996 -PSYENCE A GO GO-』が全国で公開された。
2017年3月3日、X JAPANのドキュメンタリー映画『We Are X』が、全国で公開された。
2017年4月29日、大阪心斎橋・アメリカ村に、LEMONed SHOP2号店がオープン。
2017年8月5日、「hide MIX LEMONed JELLY」が、新木場STUDIO COASTで開催された。
2018年4月28日・29日、『hide 20th memorial SUPER LIVE「SPIRITS」』がお台場野外特設ステージで開催された。hideと交友関係のあるアーティストが多数出演。hide with Spread BeaverのメンバーはVISUAL JAPAN SUMMIT以来約1年半ぶりに集結。
2018年5月26日ドキュメンタリー映画『HURRY GO ROUND』が全国で公開された。
2019年5月2日CLUB CITTA'KAWASAKIにて『hide Memorial Day 2019～春に会いましょう～』献花式が開催された。
2019年12月8日CLUB CITTA'KAWASAKIにてhide Birthday Partyが開催された。
2020年8月30日裏原宿のLEMONed SHOPが新型コロナウイルスの影響で閉店。大阪心斎橋・アメリカ村にある2号店と、オンラインショップは続行中である。
2022年7月8日、松本裕士の著書『兄弟 追憶のhide』を原作に作られた映画『TELL ME 〜hideと見た景色〜』が公開。主人公のヒロシ（松本裕士）役を今井翼、hide役をFUZZY CONTROLのJUONが演じた。
2023年、ソロデビュー30周年と没後25年にあたるこの年に、hide with Spread Beaverとして25年ぶりのワンマンライブが4月29日に大阪、5月2日に神奈川、更に追加公演が東京で開催された。
2024年、hideの二十七回忌に、追悼イベント「hide Memorial Day 2024」が5月1日にCINECITTA'、5月2日にCLUB CITTA'で開催。また、5月1日にボックスセット『REPSYCLE〜hide 60th Anniversary Special Box〜』がリリース。

## 音楽性と影響
中学生の頃、初めて聴いたキッスのレコードに大きな衝撃を受け、ロックに目覚める。以後は様々なロックを聴き漁るようになり、その中でキッス（特にエース・フレーリー）、ザ・クラッシュ、アイアン・メイデン、ディープ・パープル、ヴァン・ヘイレン、ダムド、レッド・ツェッペリン（ジミー・ペイジ）、ジャパンなどに影響を受けた。BOWWOWの山本恭司ファンではあるが、hideの代名詞となる「モッキンバード」は、同じBOWWOWの斉藤光浩が使用していたのが気になった事がきっかけであると語っている。
Xの「PSYCHEDELIC VIOLENCE CRIME OF VISUAL SHOCK」というフレーズを考案した。
当時、若者の間で渋谷系や原宿系など〇〇系とジャンルにくくられる事が流行っていたためhideが｢じゃあ俺たちはヴィジュアル系じゃない?｣と冗談まじりに言った。これがヴィジュアル系という言葉を生み出したきっかけである。また、hideが音楽界に与えた視覚面や音楽面の影響は多大で、音楽ライターの市川哲史からヴィジュアル系はhideから始まってhideで終わったとも言われている。のちに有名になるマリリン・マンソンだが、まだ無名時代からhideの大ファンだったという。あるときマリリン・マンソンがhide本人に電話をかけるも、hideは変な外国人から電話がかかってきたと勘違いしてしまった。
hideは超絶技巧のギタリストタイプではなく、総合的にサウンドをデザインするプロデューサータイプであった。作品を生み出すため、新しいもの、未知のものを欲求する人並外れた好奇心がhideの最大の原動力であった。

## I.N.A.との関係
レコーディング・エンジニア、マニピュレーターであり、hide with Spread BeaverのメンバーでもあるI.N.Aは、元々Xのレコーディングスタッフであった。1993年よりソロ活動を開始するにあたり、作品の制作に全面的に参加。自宅でのデモテープの制作をする際も常にI.N.A.と共同で行い、「hide」というミュージシャンを、松本秀人（≠hide）とI.N.A.の2人でプロデュースしているという感覚であったとしていた。デモテープ制作の段階で既に質の高さを追求していたとされ、質の高いデモテープを作ることによってレコーディングに携わる人間に対して曲の意図をより明確に伝える目的があったとされる。なお、アルバム『PSYENCE』の収録曲「LASSIE」は敢えてデモテープの音源をそのまま収録。いわゆる「裏方」であったI.N.A.をツアーメンバーとして無理矢理表舞台へ引っ張り出したとされ、後のhide with Spread Beaverのメンバーとしての活動までに至った。
映画『TELL ME 〜hideと見た景色〜』でI.N.A.役は塚本高史が演じ、準主役級の役割を果たしている。I.N.A.本人は著書『君のいない世界〜hideと過ごした2486日間の軌跡』（2018年）を脚本の原案協力として提供し、音楽の編集・監修等を手掛けた。

## LEMONed
1996年、ZEPPET STOREの音楽に影響されたことをきっかけにレコードレーベル・LEMONed（レモネード）を設立した。英俗語である「LEMON（不良品）」に過去形の「ed」を付けて、「不良品だった」という意味を込めている。また同時に、大量生産されるこの時代で僅かな確率で生産された「不良品」が、似た者同士のアーティストの中で異彩を放ち、「僕たちもかつては不良品だった」と笑えるようにとhide自身語っている。音楽以外には、ファッションやグッズの販売店や美容院、フォーミュラ・ニッポンのチームルマンのスポンサーにもなった。毎年夏には「MIX LEMONed JELLY」を開催。

## zilch
zilch（ヂルチ）は、レイ・マクヴェイ (Ray McVeigh) （元プロフェッショナルズ、セックス・ピストルズのサポートなど）、ポール・レイヴン (Paul Raven) （元キリング・ジョーク、元PRONG、ベーシスト）というメンバーと共に結成したバンド（ユニット）である。当初のメンバーはhideを含めた三人とされているが、様々なミュージシャンを加えるなど、敢えてメンバーの固定化をしない柔軟な体制でもあった。ゲストミュージシャンはスティーヴ・ジョーンズ（セックス・ピストルズ）、ジェリー・カントレル（アリス・イン・チェインズ）、ブライアン・ロバートソン（シン・リジィ、モーターヘッド）、ダフ・マッケイガン（ガンズ・アンド・ローゼズ）、ショーン・イスールト（ホワイト・ゾンビ）などが参加した（en:Zilch (band)も参照）。
ロックンロール、パンク、ヘヴィメタル、グランジ、オルタナティヴ、インダストリアルといった、それまでのロックを消化した新しい形の非常に前衛的なロックを目指していた。完成されたアルバム『3・2・1』は、「邦楽」と「洋楽」という垣根を超えた、非アメリカ人によるアメリカへ向けての挑戦状であった。
hideに求められる音楽と、hide自身がやりたいと望む音楽とのギャップを取り除き、hideがやりたい音楽を、純粋に良いと思う音楽を作るという目的もあった。hideがいなくなった後にリリースされた『3・2・1』のブックレットには、hideへ向けたマクヴェイとレイヴンのメッセージが寄せられた。
アルバムリリース後にツアーなども構想されており、真夏のロック・フェスティバルである「サマーソニック」の前身フェス「beautiful monsters tour」ではマリリン・マンソンとの共演も予定されていた。マリリン・マンソンからは「前座でいいからやらせてくれ」「その代わり、アメリカを周る時は一緒にやろう」と対バンを申し込まれたりもしていたとされる。
残されたメンバーや様々なミュージシャンによって活動は継続されていたが、2007年10月にレイヴンが死去したため、今後zilch名義での楽曲製作が行われるかは不透明である。

## 逸話

### インターネットの先駆的活用
コンピュータに強い興味を示しており、90年代前半には、すでにライブでパソコンを使ったギミックを披露していた。かねてよりゲームやパソコン通信に高い関心を持っており、出演した深夜番組にてその将来性を力説していた。スーパーファミコンソフト『スターフォックス』にはまっていて、デビュー・シングルの「EYES LOVE YOU」のミュージック・ビデオは、そこから得たアイディアを取り入れている。インターネット黎明期の1995年にはすでに自身の制作によるウェブサイトと専用メールボックスを開設している。開設当初は一般家庭にインターネットが全く普及しておらず、ネット環境がある家庭は「相当な物好き」か「マニアを突き詰めた者」しか居なかったため、毎日忙しいhideでも読み切れる量のメールしか届かなかった。そのため、当時は全てのメールにお礼の返信をしていたという。インターネットを始めた頃、まだネット回線やプロバイダーのシステム等をきちんと理解しきれておらず、ロサンゼルスからネットに接続するために、国際電話で日本で契約していたプロバイダーへダイヤルアップで回線を繋いでしまったため、月の固定電話請求額が100万円に達した事がある。GLAYのHISASHIは「初めてのメル友」であり、HISASHIに対して「地下道入口」などのアングラサイトへのアクセス方法を教えていたという。また、当時は音楽業界で誰も触れていなかった「MIDI」とインターネットを活用した方法を模索していたという。
1997年8月26日には、インターネットを活用した複数個所での同時ライブ「MIX LEMONed JELLY」を開催。現在で言うところの「リアルタイム動画配信」であるが、当時はあまりにも画期的過ぎたためか、そのライブに赴いていたHISASHIも「お客さんは全く付いていけてなかったと思う」と語っている。
生前当時の所属事務所社長の美藤宏一郎とは、「インターネットや携帯電話で音楽を聴く世の中になる」と語り合っており、その言葉に賭けた美藤は2004年12月に株式会社エムアップ（現・エムアップホールディングス）を起業。2012年3月に同社が東証マザーズへ上場を果たした際、美藤はhideの遺影を掲げて感謝を伝えた。

### 子供好き
子供好きでも有名で、弟でマネージャーを務めた裕士に子供が生まれたときには、とても喜んでおり、大きなぬいぐるみを買ってあげたりもしていた。また、1994年のソロツアーでは アンコールで観客の子供をステージに連れてきて、一緒に歌ったこともある。しかし、自身に子供が欲しいかを聞かれると「もし自分に子供が生まれたら、ツアーや仕事で何日も留守にするなんて 絶対に無理だと思うし、全ての情熱を子供に注いで 音楽は蔑ろになってしまうかもしれないから要らない。」「裕士に子供が生まれたから、俺は子供は要らないし、結婚もしない」と語っていた。また「世界一の親バカになる自信がある」と語ったこともある。

### 一緒にチーズケーキを食べる約束
hideは、あるノートの1ページ目に次のようにメッセージを残した。
これは難病の少女のためのノートである。hideは少女がチーズケーキ好きであることをどこからか知ったようである。難病であるライソゾーム病を患ったファンである少女、貴志真由子の「hideに会いたい」という願いを、支援団体のメイク・ア・ウィッシュを通じて受けたhideは1995年12月31日、Xの東京ドームライブで真由子と会い、ライブの打ち上げにも招待して友達だと紹介し、hideは彼女自身が不自由な手で2か月かけて編んだマフラーをプレゼントされた（このマフラーはhideの死後、形見として真由子の手に戻った）。その後も手紙を送ったり、見舞いに訪れたりと、交流を深めていった。彼女へ送った手紙には「昔のこととか初めてのドームのこととか忘れていた色々な絵が見えてきて、かなり感動したんだ。おかげで、思い出さなきゃいけなかったいくつかのことが頭にやきついた」と感謝の言葉を残している。
1996年3月28日に真由子は治療のために骨髄移植手術を受けたが、手術後の1996年4月1日に拒絶反応のため心臓に水が溜まり危篤状態となり、彼女の母親から「hideさんの声だけでも良いから聞かせたい」と電話を受けた時にはその日の予定を全てキャンセルし、病院へ駆けつけて数時間励まし続けた。結果、その晩に危篤状態を抜け出し徐々に病状は良くなって数ヵ月後には退院することもできた。真由子を想うhideの優しい心は「MISERY」に結実した。
その後にhideは「できることをするだけ」とあくまで個人的に骨髄バンクに登録をしたが、その際に所属事務所が独断で急遽記者会見をセッティングしたことに対して、パーソナルマネージャーを務める弟・裕士は、そのことを一切知らなかったと後に出版した追憶本『兄弟』の中で明かしている。1996年8月13日、記者会見自体は行われたが、会見終了後にhideは「これじゃあ売名行為じゃねえか!!もしそんな風にマスコミに書かれてあの娘が傷ついたらどうすんだ!!」と言って裕士を殴り飛ばした（hide自身ももちろんそのことは知らなかった）。慈善活動をひけらかすような行為を嫌ってのことであったが、結果的にはこの報道が骨髄バンクの認知度向上に大きく貢献することとなり、以後もボランティア活動を続けていた。
真由子は、hideが他界した11年後の2009年9月30日に、和歌山市内の病院で、肺出血による呼吸困難により28歳で逝去。両親は和歌山市内で「レモネードカフェ」（hideが立ち上げたレーベル名にちなんで名づけられた）を営み、2Fに設けられたライブスペースにはhide所縁のミュージシャン等が度々訪れ、ライブが行われていた。2022年に神奈川県藤沢市「新堀学園ライブ館」に移転、移転3か月後に店名を「約束のチーズケーキ」に変更して運営している。
チーズケーキを一緒に食べる約束は果たされることなくhideは先立った。hideと真由子の2年半は突然終わった。呆然として元気がない真由子に母親は約束のチーズケーキを作り続けた。後に旅立った真由子の棺にはチーズケーキが副葬品として納められた。

### ロックバー「Rally」にて
hideは東京・西麻布のロックバー「Rally」（ラリー）に入り浸り、よく仲間と朝まで飲んでいた。この店はhideと同い年の門野久志がオーナーを務めている。以前、門野は伝説のロックバー「レッドシューズ」の店長を務め、レッドシューズが1995年に閉店した後にRallyを開店し、2002年に復活したレッドシューズの2代目オーナーも務めている。門野が旧レッドシューズの新人スタッフの時にhideと初めて出会った。90年代の日本のロック音楽業界は良く言えば盛り上がりがあって熱くなっていたと言えるが、日常的にケンカが起こっていた。門野がレッドシューズで初めて見たhideは、大きなハットにサングラスの恰好で、大声で怒鳴っていた。hideは急に隣にいたバンドマン風の男に「テメー! この野郎‼︎」と怒鳴り、相手に噛み付くのではなかろうかという勢いだった。何度かレッドシューズに来店するうちに親しくなり、門野はhideに「モンちゃん」と呼ばれた。1995年12月、Rallyは密やかにオープンした。hideはすぐにRallyを見つけ出して毎日通った。X JAPAN、LUNA SEA、BUCK-TICKのメンバーらがRallyに足繁く来店している。zilchのレイ・マクヴェイとポール・レイヴンも来店している。特にhideにとっては、「自分の家にいるより、ラリーにいる時間の方が長いよ!」という場所であった。hideはこの店でもやはり何かしらケンカをしていた。
1997年9月22日のX JAPAN解散発表の日の夜、hideはRallyで泣いていた。「悔しい」「悲しい」、と朝まで飲み続けた。
hideが急逝した1998年5月2日の前日からの様子を門野は証言している。この時は、どことなく「いつもとは違った」と門野は振り返る。hideが死の前日にhide with Spread Beaverのバンドメンバーやスタッフたちと飲みに来ていた門野の店Rallyでhideたちは怒鳴り合い始めた。しばらくのちhideは店外で門野と話をした。hideは多角的経営とアーティスト活動を両立させる難しさやバンドメンバーとの意見の相違に悩み、ずっと泣いていた。hideは自分が主役のバンドではなく、みんなのバンドにしたかった。このスタンスはLEMONed SHOPもそうである。hideは、「“hideプロデュース”とつくとカッコ悪いから」、自分を「LEMONedの中にhideがいる」というポジションにしていたのである。難病の少女真由子との関係も教祖的なアーティストと信奉するファンではなく、「ダチ（友達）の真由子」である。
5月2日早朝、Rallyで門野と2人だけになったhideは、「俺が必死になって『Spread Beaver』を作ったのに、誰もわかってくれない!」と泣きじゃくっていた。

### 吉井和哉との交流
THE YELLOW MONKEYの吉井和哉とは、吉井が以前に所属していたヘビメタバンド「アーグ・ポリス」（「静岡のモトリー・クルー」の異名を持つ）の時代から交流していた。吉井によると、hideと吉井は趣味が似て共感する部分がお互いにあった。hideはTHE YELLOW MONKEYが好きで吉井の楽曲を誉めていた。hideはTHE YELLOW MONKEYのライブも気になっていて、1993年6月19日に日本青年館で行われたTHE YELLOW MONKEY伝説のライブにhideのレコーディング参加メンバーの平山雄一を見に行かせ、このライブは吉井が裸の女性と共にステージに現れた。1996年9月10日、「SPARK」が大ヒット中の吉井がパーソナリティーを務めるラジオ番組『吉井和哉のオールナイトニッポン』にhideが出演した。晩年のhideは特に「球根」を絶賛した。
hideが死去した1998年5月2日、THE YELLOW MONKEYはバンド史上最大のコンサートツアー「PUNCH DRUNKARD TOUR」の真っ最中で折しも神奈川県民ホール2日目のライブがあり、THE YELLOW MONKEYはhideのために「球根」の演奏を捧げた。hideの死に関しては、どうしてそうなのか吉井は「同じような悩みだったらどうしよう」とか、「怖くなって、淋しくなりました」と自伝に書き綴っている。また自伝で吉井はhideの優れたエンターテイメント性を讃えている。
平山雄一によると、吉井による作曲の「超絶☆ダイナミック!」（2015年）は、森雪之丞の作詞ということや、吉井とhideのリスペクトし合う関係から「ROCKET DIVE」を連想させる。2018年12月8日にNHK『SONGS』で放送されたhideの特集に出演した吉井は、hideがロックの普遍化に努力していたことや、歌詞の言葉選びは韻を踏むこととメロディとの相性のよさにこだわっていたことを解説し、「自分の歌に酔ってない感じが最高にカッコイイ」し、過激な外見からはわからない謙虚な人柄も魅力であると讃辞を送った。

### その他の逸話
- テレビを好んで視聴してテレビ番組の中では特にお笑い番組が好きで、当時人気を誇っていた『ダウンタウンのごっつええ感じ』などがお気に入りであり、多くの著名人ファンを抱えていたダウンタウン（特に松本人志）のファンの1人でもあった[注 8]。

- 1994年3月17日に前日の櫻井敦司（BUCK-TICK）からの紹介で『笑っていいとも!』のテレフォンショッキングに初出演。hideが紹介した翌日の出演者は大槻ケンヂ（筋肉少女帯）。1996年12月17日に『笑っていいとも!』テレフォンショッキング再出演。前日の出演者はLUNA SEA、翌日の出演者はYOSHIKI。

- 『PERFECT BOOK X JAPAN』（2011年、アイピーコーポレーション）によると、ロサンゼルス・オークウッドでhide・PATA・HEATHらで遊んだ帰り、hideに車の運転を任せたところ、道なき道へ出てしまい、森へ行ったり崖を登ったり、車は垂直になってひっくり返りそうで普段怒ったりしないPATAが「松本!」と怒鳴りつけhideの暴走をやめさせた。

- ロサンゼルスでhideが購入した愛車は黒のキャデラック。通称「くじら」[58]。「ever free」ミュージックビデオで乗車している[58]。2022年の映画『TELL ME 〜hideと見た景色〜』には愛車のジャガー・デイムラー・ダブルシックスが使用されている[59]。

- 2015年に神奈川新聞の記者がhideの故郷横須賀に取材し、死後17年も経過しているのに駅前の銀行や百貨店のウインドーケースにhideのポスターを目にし、商店街のCD店ではhideの歌が流されていた[7]。記者はタクシーの運転手に「横須賀といえばカレーですよね」と話しかけてみたところ、運転手は「何言ってるの、hideだよ」と答えた[7]。

## ディスコグラフィ

### シングル
|      | 発売日         | タイトル                          | 規格           | 規格品番   | JP | 売上枚数  | 収録アルバム                |
| ---- | -------------- | --------------------------------- | -------------- | ---------- | -- | --------- | --------------------------- |
| 1st  | 1993年8月5日   | EYES LOVE YOU                     | 8cmCD          | MVDD-7     | 3  | 24.7万枚  | HIDE YOUR FACE              |
| 1st  | 2007年12月12日 | EYES LOVE YOU                     | マキシシングル | UPCH-5516  |    | 24.7万枚  | HIDE YOUR FACE              |
| 2nd  | 1993年8月5日   | 50%&50%                           | 8cmCD          | MVDD-8     | 6  | 19.5万枚  | HIDE YOUR FACE              |
| 2nd  | 2007年12月12日 | 50%&50%                           | マキシシングル | UPCH-5517  |    | 19.5万枚  | HIDE YOUR FACE              |
| 3rd  | 1994年1月21日  | DICE                              | 8cmCD          | MVDD-14    | 6  | 25.9万枚  | HIDE YOUR FACE              |
| 3rd  | 2007年12月12日 | DICE                              | マキシシングル | UPCH-5518  |    | 25.9万枚  | HIDE YOUR FACE              |
| 4th  | 1994年3月24日  | TELL ME                           | 8cmCD          | MVDD-15    | 4  | 22.8万枚  | HIDE YOUR FACE              |
| 4th  | 2007年12月12日 | TELL ME                           | マキシシングル | UPCH-5519  |    | 22.8万枚  | HIDE YOUR FACE              |
| 5th  | 1996年6月24日  | MISERY                            | 8cmCD          | MVDD-38    | 3  | 21.3万枚  | PSYENCE                     |
| 5th  | 2007年5月2日   | MISERY                            | マキシシングル | UPCH-5461  |    | 21.3万枚  | PSYENCE                     |
| 6th  | 1996年8月12日  | Beauty & Stupid                   | 8cmCD          | MVDD-42    | 4  | 20.3万枚  | PSYENCE                     |
| 6th  | 2007年5月2日   | Beauty & Stupid                   | マキシシングル | UPCH-5462  |    | 20.3万枚  | PSYENCE                     |
| 7th  | 1996年12月18日 | Hi-Ho/GOOD BYE                    | マキシシングル | MVCD-13002 | 8  | 12.2万枚  | PSYENCE                     |
| 8th  | 1998年1月28日  | ROCKET DIVE                       | 8cmCD          | MVDH-9002  | 4  | 69.0万枚  | Ja,Zoo                      |
| 8th  | 2007年5月2日   | ROCKET DIVE                       | マキシシングル | UPCH-5463  |    | 69.0万枚  | Ja,Zoo                      |
| 9th  | 1998年5月13日  | ピンク スパイダー                 | 8cmCD          | MVDH-30001 | 1  | 103.4万枚 | Ja,Zoo                      |
| 9th  | 2006年11月22日 | ピンク スパイダー                 | マキシシングル | UPCH-5439  |    | 103.4万枚 | Ja,Zoo                      |
| 10th | 1998年5月27日  | ever free                         | 8cmCD          | MVDH-30002 | 1  | 84.2万枚  | Ja,Zoo                      |
| 10th | 2007年5月2日   | ever free                         | マキシシングル | UPCH-5464  |    | 84.2万枚  | Ja,Zoo                      |
| 11th | 1998年10月21日 | HURRY GO ROUND                    | 8cmCD          | MVDH-30003 | 2  | 60.7万枚  | Ja,Zoo                      |
| 11th | 2007年5月2日   | HURRY GO ROUND                    | マキシシングル | UPCH-5465  |    | 60.7万枚  | Ja,Zoo                      |
| 12th | 2000年1月19日  | TELL ME (hide with Spread Beaver) | マキシシングル | MVCH-9035  | 2  | 29.1万枚  | hide SINGLES 〜Junk Story〜 |
| 13th | 2002年7月10日  | In Motion                         | マキシシングル | UUCH-5065  | 4  | 9.6万枚   | hide SINGLES 〜Junk Story〜 |

### スタジオ・アルバム
|     | 発売日         | タイトル       | 規格品番                  | オリコン最高位 |
| --- | -------------- | -------------- | ------------------------- | -------------- |
| 1st | 1994年2月23日  | HIDE YOUR FACE | MVCZ-1001（初回限定盤）   | 1位            |
| 1st | 1994年2月23日  | HIDE YOUR FACE | MVCD-11（通常盤）         | 1位            |
| 1st | 2008年12月3日  | HIDE YOUR FACE | UPCH-1640（SHM-CD再発盤） | 1位            |
| 2nd | 1996年9月2日   | PSYENCE        | MVCD-39                   | 1位            |
| 2nd | 2008年12月3日  | PSYENCE        | UPCH-1641（SHM-CD再発盤） | 1位            |
| 3rd | 1998年11月21日 | Ja,Zoo         | MVCH-29019                | 2位            |
| 3rd | 2008年12月3日  | Ja,Zoo         | UPCH-1642（SHM-CD再発盤） | 2位            |

### ボックス・セット
| 発売日        | タイトル                                      | 規格品番  | 備考 |
| ------------- | --------------------------------------------- | --------- | --- |
| 2005年9月21日 | hide PERFECT SINGLE BOX                       | UPCH-9180 | シリアルナンバー入り完全受注生産商品。hide歴代のシングル13枚をマキシシングル化、2005年9月25日で閉館したhide MUSEUMメモリアルDVDを一箱におさめた。                                             |
| 2024年5月1日  | REPSYCLE〜hide 60th Anniversary Special Box〜 | UICZ-9243 | オリジナルアルバム3作のデジタル・リマスタリング盤、そして『hide Memorial Day 2023 “hide with Spread Beaver appear!! in TOKYO”』の模様を収録したBlu-rayの、計4作をボックス・セットにしたもの。 |

### VHS
1. Seth et Holth （1993年9月29日）
2. A Souvenir （1994年3月24日）
3. FILM THE PSYCHOMMUNITY REEL.1 （1994年10月21日）
4. FILM THE PSYCHOMMUNITY REEL.2 （1994年11月23日）
5. X'mas Present! （1994年12月24日）
6. UGLY PINK MACHINE file 1 official data file [PSYENCE A GO GO in Tokyo] （1997年2月26日）
7. UGLY PINK MACHINE file 2 un official data file [PSYENCE A GO GO 1995] （1997年3月26日）
8. seven clips （1997年6月21日）
9. hide presents MIX LEMONed JELLY （1997年8月21日）
10. マル秘X'masプレゼント'97 （1997年12月24日）
11. hIS iNVINCIBLE dELUGE eVIDENCE （1998年7月17日）
12. hide A STORY 1998 hide Last Works〜121日の軌跡〜 （1999年12月8日）
13. ALIVEST perfect stage<1,000,000 cuts hide!hide!hide!> （2000年12月13日）
14. seventeen clips〜perfect clips〜 （2001年5月3日）

### DVD
1. hide A STORY 1998 hide Last Works〜121日の軌跡〜 （1999年12月8日）
2. hIS iNVINCIBLE dELUGE eVIDENCE （2000年7月20日）
3. UGLY PINK MACHINE file 1 official data file [PSYENCE A GO GO in Tokyo] （2000年10月18日）
4. UGLY PINK MACHINE file 2 unofficial data file [PSYENCE A GO GO 1996] （2000年10月18日）
5. seven clips HURRY GO ROUND （2000年10月18日）
6. ALIVEST perfect stage <1,000,000 cuts hide!hide!hide!>（2000年12月13日）
7. A Souvenir TELL ME （2001年4月4日）
8. FILM THE PSYCOMMUNITY REEL.1 （2001年4月4日）
9. FILM THE PSYCOMMUNITY REEL.2 （2001年4月4日）
10. seventeen clips〜perfect clips〜 （2001年5月3日）
11. hide presents MIX LEMONed JELLY 1997.8.26ALL NITE CLUB EVENT （2003年7月20日）
12. hide with Spread Beaver appear!!"1998 TRIBAL Ja,Zoo" （2005年9月21日）
13. ALIVE! （2008年12月3日）
14. We Love hide〜The Clips〜 （2009年12月2日）
15. hide 50th anniversary FILM「JUNK STORY」(2015年12月11日)

### その他
激突 （1988年）
COLORの1stアルバム。hideはコーラスで参加。
Shake Hand （1990年）
L・O・Xのアルバムで、hideはJACK POT HIDE名義でコーラスで参加。
Overdoing （1992年）
東京ヤンキースの2ndアルバム。
made in HEAVEN （1992年）
TOSHIの1stシングルで、1曲目の「made in HEAVEN」にギターで参加。
DANCE 2 NOISE 004 （1993年1月21日）
LUNA SEAのJとINORANとMxAxSxSを結成し一曲目の「FROZEN BUG」に参加。
FLOWERS （1994年9月21日）
ヴィジュアル系の先駆者的存在であるDER ZIBETのISSAY（YOSHIKIに招かれ、エクスタシーサミットにも出演したことがある）の邦楽カヴァーアルバム。hideは二曲目の「いとしのマックス」にギターで参加。プログラミングにはI.N.Aが、編曲&プロデュースはD.I.E.こと乃澤大二郎が参加。
96/69（リミックスアルバム） （1996年6月9日）
小山田圭吾ことCORNELIUSのアルバム「69/96」のリミックスアルバム。9曲目「HEAVY METAL THUNDER」にて参加。プログラムとミキシングエンジニアでI.N.Aも参加。
少年ナイフUltra Mix（リミックスアルバム）（1997年10月22日）
世界的に有名な日本のガールズバンドでhideとも親交があった少年ナイフのリミックスをhideが担当（5曲目の「タワー・オブ・ザ・サン」）。プログラムとミキシングエンジニアでI.N.Aも参加。
FRAGILE （1998年）
D.I.E.の2ndアルバムで、2曲目の「FRAGILE」にギターで参加。

## タイアップ一覧
| 使用年 | 曲名              | タイアップ先                                                                            |
| ------ | ----------------- | --------------------------------------------------------------------------------------- |
| 1994年 | TELL ME           | エースコック「スーパーカップ」CFソング                                                  |
| 1996年 | MISERY            | 花王「サクセス 薬用育毛トニック」CFソング                                               |
| 1996年 | Hi-Ho             | テレビ朝日系『サタデージャングル/サンデージャングル』オープニングテーマ                 |
| 1996年 | GOOD BYE          | テレビ朝日系『サタデージャングル/サンデージャングル』エンディングテーマ                 |
| 1998年 | ROCKET DIVE       | ミズノ「'98MIZUNO INTERNATIONAL」CFソング                                               |
| 1998年 | ROCKET DIVE       | テレビ東京系アニメ『AWOL』オープニングテーマ                                            |
| 1998年 | ピンク スパイダー | 札幌テレビ・日本テレビ系『号外!!爆笑大問題』エンディングテーマ                          |
| 1998年 | ピンク スパイダー | フジテレビ系『ごごいち』エンディングテーマ                                              |
| 1998年 | ever free         | フジテレビ系『ごごいち』オープニングテーマ                                              |
| 1998年 | HURRY GO ROUND    | 日本テレビ系『スーパーテレビ情報最前線』エンディングテーマ                              |
| 2002年 | In Motion         | TBS系『日立 世界・ふしぎ発見!』エンディングテーマ                                       |
| 2002年 | In Motion         | 日音制作 音楽番組『P.S.〜Pop Shake〜』7月度オープニングテーマ                           |
| 2012年 | ROCKET DIVE       | フジテレビ系『ロケットライブ』テーマソング                                              |
| 2014年 | 子 ギャル         | TBS系『COUNT DOWN TV』12月・1月度オープニングテーマ                                     |
| 2016年 | ever free         | TOKYO MXほかアニメ『ダンガンロンパ3 -The End of 希望ヶ峰学園-』希望編エンディングテーマ |
| 2018年 | ROCKET DIVE       | NHK総合『スペシャルコント 志村けん in 探偵佐平60歳』オープニング/エンディングテーマ     |
| 2018年 | ROCKET DIVE       | テレビ朝日系『2018 FIFAワールドカップ』中継テーマソング                                 |

## テレビ出演
ミュージックステーション（テレビ朝日系列）
| 出演日        | 回 | 曲名            | 備考           |
| ------------- | -- | --------------- | -------------- |
| 1994年1月21日 | 1  | DICE            |                |
| 1994年3月25日 | 2  | TELL ME/DOUBT   |                |
| 1996年8月16日 | 3  | Beauty & Stupid |                |
| 1997年1月17日 | 4  | Hi-Ho           |                |
| 1998年1月30日 | 5  | ROCKET DIVE     | 生前最後の出演 |

hide GOES ON DIRECTORS CUT（1999年5月1日〈初回放送〉、MTV Japan） - 死去した翌年に放送された追悼番組。生前のインタビュー映像に加え、hide不在で1998年に行われたhide with Spread Beaverの全国ツアー「TOUR appear!! "1998 TRIBAL Ja,Zoo"」のライブの模様、MVなどで構成されている。1999年の初回放送後、命日にリピート放送されている。

## ツアーメンバー
※ツアーメンバーの名前、パートなどはほぼすべて当時の表記である。
- hide FIRST SOLO TOUR '94 『HIDE OUR PSYCHOMMUNITY 〜hideの部屋へようこそ〜』
  - hide (VOCAL, GUITAR)
  - RAN (GUITAR) (TWINZER)
    - 1962年8月2日生まれ。次回のツアーに参加しなかった。1998年頃から目立った音楽活動歴がない。

  - PATA (GUITAR) (X JAPAN)
    - 1965年11月4日生まれ。X JAPANツインギターコンビのHIDEとPATAが揃うことになったのは、そもそもPATAはRANがメンバーになるようにhideと一緒に交渉したのだが、RANがPATAもやるならやると言うからであった[65]。

  - CHIROLYN (BASS) (DEBONAIR)
    - 1965年10月14日生まれ。金角の異名を持つモヒカンベーシスト。サポートミュージシャンとしてバンドを渡り歩きhideのバンドも「現場」と呼んで他人事感覚でいたことがhideから怒られた（PATAによると、hideは単に「現場」という言葉が嫌いだった）[65]。布袋寅泰のライブサポート時はHIROSHI名義。

  - JOE (DRUMS) (ZIGGY)
    - 1964年5月6日生まれ。X JAPANより歴史の長い関西のジャパメタバンド44MAGNUM出身[注 16]。hideのバンドと並行して「GLORIA」がヒットしたZIGGYや、青木秀一・ルーク篁・沢田泰司（TAIJI）のユニットKINGSに参加する。hideのバンドでは任される役目が大きく、サポートメンバーではなくバンドの一員と思って活動する[65]。並行して1995年10月よりZIGGYでサポートメンバーから正式メンバーになる。

  - D.I.E (KEYBORD)
    - 1964年2月15日生まれ。ZI:KILL、GLAYを始め数多くのアーティストのサポート、レコーディングに参加。銀角の異名を持ち凶暴な風貌にかかわらず、普段は飲酒量も少なく大人しいためか酒席でhideは彼に優しく接していた[65]。

  - I.N.A (MANIPULATOR & PERCUSSION)

    - 1964年12月12日生まれ。X JAPANのマニピュレーター。hideの盟友。「才能を、俺だけのために使って欲しいんだ」とhideに口説かれる。（#I.N.A.との関係も参照）
- hide solo tour 1996 『PSYENCE A GO GO』
  - hide (VOCAL & GUITAR)
  - PATA (GUITAR) (X JAPAN)
  - KIYOSHI (GUITAR) (media youth)
    - 1964年6月3日生まれ。media youthでは短期間所属したheathがバンドメイト。hideのことはサーベルタイガーの頃から噂を聞き、hideも彼を知っていた[65]。20代の頃、酒の席でhideと喧嘩になった[65]。hideから1stソロツアーに誘われた時も音楽の話で喧嘩になり物別れに終わる[65]。しかしhideは2ndツアーに彼を誘い、OKした彼とhideは今回は音楽面で不思議に波長が合った[65]。hideは彼の特注ギター「ベルゼブブ」を気に入っていた[65]。彼はhideから「うまく」「かっこよく」「要求通りに」といちいち細かく言われたが、それも楽しくやっていくことができた[65]。hideは彼のいない場では「KIYOSHIかっこいいだろ」と彼の自慢をしていた[65]。

  - CHIROLYN (BASS) (DEBONAIR)
  - JOE (DRUMS) (ZIGGY)
  - D.I.E. (KEYBORD)
  - I.N.A. (COMPUTER & PERCUSSION)
- hide with Spread Beaver appear!! 『1998 TRIBAL Ja,Zoo』
  - hide (GTR & Vo)
  - I.N.A. (Computer & Percussion)
  - KIYOSHI (GTR) (MEDIA YOUTH)
  - CHIROLYN (B) (DEBONAIR)
  - JOE (Dr) (ZIGGY)
  - D.I.E. (Key)
  - KAZ (GTR) (OBLIVION DUST)
    - 1968年10月11日生まれ。zilchのレイ・マクヴェイがOBLIVION DUST[注 17]結成に関わりhideとの交流につながる[65]。最後に参加した彼は生前のhideとライブができなかった[65]。2008年にL'Arc〜en〜CielのhydeとロックユニットVAMPS結成。

  - PATA (GTR) (X JAPAN) ※助っ人怪人

### 《hide with Spread Beaver》
1998年1月1日に《hide with Spread Beaver》が発足した。これはhideがバンドに名前を付けたものであり、hideを含めた最終的なメンバーによる7人編成バンドである。hide (GTR & Vo)、I.N.A. (Computer & Percussion)、KIYOSHI (GTR)、CHIROLYN (B)、JOE (Dr)、D.I.E. (Key)、KAZ (GTR)の7人は「怪人」と呼ばれ、最終メンバーのKAZとレギュラーメンバーを交代したPATAは「助っ人怪人」（お助け怪人）としてツアーに参加している。
hideはI.N.A.にバンド名の意味を満面の笑みで言った。松本裕士『兄弟 追憶のhide』によると、hide流の日本語訳は「パンツまるみえ」となる。本来のスラング（俗語）では《Spread Beaver》とは、口にしづらい卑猥な言葉である。「beaver」（ビーバー）はアメリカ英語のスラングで女陰を成す。「beaver house」なら米スラングで売春宿をいい、「beaver book」といえばビニ本やポルノ雑誌の場合がある。2022年の映画『TELL ME』後半部にはバンドメンバーが辞典で「beaver」の卑猥な意味を発見する場面がある。例えば実際、web辞典『英辞郎』には「spread beaver」とは“〈米・卑俗〉満開の陰部、股を大きく開いて見せた陰部”と記述されている。「PINK SPIDER」と「ever free」プロモーションビデオ撮影の際、アメリカの入国審査で《hide with Spread Beaver》ロゴ入りのベースを所持していたCHIROLYNが止められ、ロゴをガムテープで隠して入国することになった。
hideは「世界中のどこに出しても恥ずかしいバンド」と愛情たっぷりに公言し、I.N.A.によると「悪ガキ共は賑やかで騒々しくて破廉恥で、それなのに音を出すとバチっと決まる」のである。hide亡き後に3rdアルバム『Ja,Zoo』リリースと、そのツアー「hide with Spread Beaver appear!! 『1998 TRIBAL Ja,Zoo』」公演が敢行された。
映画『TELL ME』はファンから支持を受け、翌年の25年振りのワンマンツアー開催につながった。このツアーについてKIYOSHIは「25年という時を経てSpread Beaverがhideが望んだ『バンド』って言うものになれたかなと…思います。」。

## 使用機材

### 使用ギター

#### MG-X
hideはX加入以前のアマチュア時代から長年フェルナンデス（Burny）製のモッキンバードモデルを愛用していた。
hideがフェルナンデスと契約した当時は既にモッキンバードモデルの生産は終了しており、hideが契約時にモッキンバードモデルが欲しいとリクエストした事から、hideシグネチュアモデルとしてモッキンバードシェイプが復活、再生産される事となった。
様々な構造、材、カラーリングの物が存在するが、ここでは歴代のメインギター等、代表的なもののみを紹介する。本人使用モデルはアクリルボディ等一部の例外を除き全てスルーネック構造。hideの使用するギターのレプリカモデル（値段にして8万円から45万円のもの）がフェルナンデス社から発売（一部を除き生産終了）されている。アーティストモデルとしては彼の生前、死後を問わず過去に例がないほどの驚異的な売れ行きを見せ、ここからもhideというギタリストの人気の高さと影響力を窺い知る事が出来る。

#### FERNANDES FMG-175 "アーミーパンサー"
東京御茶ノ水の楽器店で購入した最初のモッキンバードモデル。購入の動機は、当時10代だったhideがBOWWOWの斉藤光浩がモッキンバードを使用していたのを知ったのと、リック・デリンジャーがモッキンバードを持っているポスターを見てこの独特なシェイプのギターに興味を持った事から。御茶ノ水の楽器店をいくつも回り「あっちの店はもっと安かったよ」と値切り交渉をして購入した。サーベルタイガー～X加入後の88年中頃までメインギターとして使用された。
Xの1stアルバム『Vanishing Vision』のレコーディングでもメインギターとして使用された。
ピックアップはフロント・リア共にディマジオのデュアルサウンドが搭載されていたが、リアのみEMG81（9V電池が必要なアクティブピックアップ）に換装、更に2つ直列で搭載されていたブースタースイッチもスイッチだけを残し、中の配線は取り外され、ペグもつるしのグローバーインペリアルからシャーラー製へと交換されている。
ブリッジは後のMG-Xで定番のチューン・O・マチック仕様ではなくB.C. Richと同じバダスブリッジが搭載されており、更に低音弦側のみ裏通しが出来るようにボディにテレキャスターのように貫通穴が開けられている。
ボディカラーはナチュラルで、購入後にテープや雑誌の切り抜き、フライヤーやステッカー、布等が貼られ、目まぐるしくそのルックスが変化して行ったが、最終的には迷彩柄とヒョウ柄の布を貼り付けたルックスになり、これがアーミーパンサーの名前の由来となった。
上記の通り、ギターにペイントをする以前から使用する楽器のビジュアルにも拘って試行錯誤をしていたが、楽器としてのメンテナンスや手入れはそれほど入念には行っていなかったようで、『Vanishing Vision』のレコーディング時に「フレットが音痴になってる、いくらチューニングしても音程が合わない」という事態に陥り苦労したと言う。
既にこの時点でサスティナーが搭載される1994年まで続く、リアにEMGのアクティブピックアップ、フロントにディマジオのパッシブピックアップを搭載するという組み合わせが完成している点はギタリストHIDEを語る上で特筆すべき点である。
使用していた時期がインディーズ時代のため、専属のギターテックなども居らず、楽器店で働いた経験のあるPATAに弦高調整、トラスロッド調整と言った細かいセッティングをしてもらう事があった。PATA曰く「弦高が凄く低いから音がちょっとビビるって。ならちょっと貸しなさい!って･･･鹿鳴館の階段のところでやった事がある。」

#### モッキンバ－ド　"アメーバ"
1989年初頭頃から1990年後半頃までのメジャー・デビュー期に使用していたギターで、下記ペイント登場以前のメインギター。当時のローディーから借りた物をペイズリー柄にペイントしてしまい、ローディーから買い取った物。個性的なペイントの他、歴代メインギターの中で唯一、指板のポジションインレイが雲型（クラウドインレイ）ではなく菱形（ダイヤモンドインレイ）であった。
当時の雑誌に掲載された際、HIDEのエンドースメント契約の関係上「FERNANDES製MG-X」と表記されていたが、ヘッド部のメーカーロゴが付いている箇所にツタンカーメンのオーナメントを貼り付けてメーカー名が隠される等、メーカー不明の謎の多いギターである。ヘッドのツタンカーメンが剥がれて「F」のロゴが確認できるライブ映像が確認され、フェルナンデスFMG-175と同時期に販売されていた廉価版のFMG-150はヘッドにはFロゴ、指板のインレイはダイヤモンド型と本機の特徴と符合するため、本機はFMG-150であるとする説もあるが、ボディ裏のスルーネックのジョイント部のヒール形状とウォルナットラインの太さ、ヘッド部の形状、ボディの形状、ボディトップのスイッチの取り付け位置など、フェルナンデスのFMGシリーズとは明らかに異なる点が数か所ある。HIDE曰く「実は唯一持ってるB.C. Rich製」と当時の別の雑誌で語っている。
オリジナルはナチュラルフィニッシュ。ボディトップとサイドのみ黒く塗装し、その上からペイスリー柄がペイントされ、更にステージ映えするように蛍光塗料も使われている。
ボディ裏にはトレモロとそのスプリング用のキャビティを埋めた跡があり、元々はトレモロ（恐らくケーラーのロック式）が搭載されていた物をチューン・O・マチックブリッジに改造し、更に低音弦3本のみ裏通しできるようにボディに穴が開けられている。
ナット上部にはロック式トレモロを搭載していた名残なのか、それとも弦のテンションを稼ぐために意図的に取り付けたのかは不明であるが、通常ロック式トレモロ搭載のギター以外には付けられないテンションバーが取り付けられている。
ピックアップはフロントにディマジオのデュアルサウンド（現スーパーディストーションの4芯モデル）、リアにEMG81を搭載、コントロール部も当初はボリュームやトーン、セレクター以外にもブースタースイッチ等、所詮B.C. Rich仕様の多機能で沢山のスイッチが搭載されていたが、これらの回路とスイッチは89年中に全て取り外され、後のペイントと同様の1ボリューム、ピックアップセレクター、ダイレクトスイッチのHIDE定番の3点コントロールに改造された。
ダイレクトスイッチをONにすると手元のボリュームノブのメモリの位置に関係なくそれらの回路をカットし、アンプ直結でフルボリュームで音が出るという回路である。このスイッチは以降全てのHIDEモデルに搭載されるようになった。使用されてきたギターの中で、最も大掛かりな改造や手直しが加えられたギターである。
使用期間は2年足らずであったが、当時のXは全曲半音下げチューニングで、レコーディングもライヴもトラブルが起きない限りはこのアメーバ1本で通す事も多く、更にライヴ中にギターを振り回したり、ストラップを片方外して犬のリードの様に掴みステージ上で引きずり回すなどのパフォーマンスも行うなどかなり酷使していた為、ギター本体がボロボロになってしまい、ペイントへとメインギターの座を引き継ぐ事となった。
HIDE曰く｢他のギターより音がデカいから気に入っている、ちょっとラフな感じのトーンだけどね。今はこのギターがメイン｣と、当時は気に入っていた様子であったが、音質自体は当時メインで使用していたアンプであるマーシャルJCM800との相性も相まって「鉄板に弦を張ってるみたい」と言う程、中音域が出ない固く冷たいドンシャリ傾向の音で、このギターの音の反動で次期メインのペイントに中音域が強く出るモンキーポッド材を採用する事となった。

#### FERNANDES MG-X "ペイント"
黒ボディを元にhide自身がポスカでサイケペイントを描いたもの。メジャー・デビュー初期に使用していた為、HIDEモデルと言えばこのギターを思い浮かべる人が多い。
ピックアップはフロントにディマジオ DP-101デュアルサウンド（現スーパーディストーション）、リアにEMG81のピックアップを搭載している。これにはボディ材にモンキーポッドが使用され（ネックはメイプル）粘りのある中音域をhide自身が気に入っていた。
4-6弦のブリッジ箇所には弦のテンション感確保の為の裏通し穴が開けられている。本人が使用していた物はボディ裏にも白色でペイントが描かれていたが殆ど消えてしまっている。
コントロールは改造後アメーバと同様のボリューム、ピックアップセレクター、ダイレクトスイッチ。この頃からレコーディングでMG-Xを使用する際のボリューム操作は「音ヌケが全然違う」という理由で、ボリュームノブは使用せず、ダイレクトスイッチONでフルボリュームで録音するようになった。
以前のメインのアメーバ、初代のアーミーパンサー、その他サブ用のMG-Xなど、改造を加えられたり、仕様変更を繰り返してきた初期MG-Xの集大成とも言えるギターで、HIDE手描きのペイントが完成してからは殆ど手を加えられる事は無く、改造と呼べる物はメインとして使用された期間の晩年にフロントピックアップのコイルタップ用のミニスイッチをダイレクトスイッチ横に増設と、フロント側のストラップピンの取り付け位置をボディ裏に変更した、この2点のみであった。

#### Burny MG-X "チェリー・サンバースト"
hide所有の1959年製ギブソンレスポール・スタンダードのスペックを盛り込んだもの。レスポールのメイプルトップ+マホガニーバックの構造を取り入れながら、他のMG-X同様のスルーネック構造を実現するため、マホガニーネックをマホガニーボディバックで左右から挟み、トップにブックマッチしたメイプル材を貼るというモッキンバードシェイプのギターとしては複雑な構造となっている。このモデルとレモン・ドロップ以降に製作されたモデルはすべてこのレスポール仕様のラミネート構造を採用している。ピックアップはhideのために開発されたフェルナンデスVH-401にサスティナーを搭載したもの。この仕様は少々の変更はあったがこの世を去るまでMG-Xの最終型となり、それ以降の「イエローハート」、「サイエンス」、「基盤」（全て通称）なども同仕様となっている。
チェリー・サンバーストはサブを含めて数本が製作されている。初号機はネックグリップはUシェイプ。ボディ厚もそれまでのMGより5mm厚くした42mm。初号機のサブとして製作されたものは45mmのボディ厚であった。後に塗装を白くリフィニッシュされ1994年末のX JAPANライブ「白い夜」で使用された。2号機以降はネックグリップをVシェイプに変更している。

#### Burny MG-X "レモン・ドロップ"
チェリー・サンバーストと同様にギブソン・レスポールのサウンドスペックを目指して製作されたもの。このレモン・ドロップのボディは特に厚い45mmで製作された。ピックアップはサスティナードライバー+VH-401。
ボディが厚い分、音も中低音がよく出てHIDE本人も気に入っていたそうだが、他のMG-Xより少し重量が重く、ライヴでの使用頻度はチューニングにより使い分けられ、限定的であった。

#### Burny MG-X "イエロー・ハート"
後期のメインギター。1996年12月30日・31日の東京ドーム2DAYS公演「DAHLIA TOUR FINAL」で初登場。ネック・グリップはVシェイプを採用。hide本人が着用していたハート柄のTシャツに着想を得て、黄色のボディに赤のハート柄のデザインとなり、hide曰く「ロリロリのギターでゲロゲロのリフを弾く」をテーマに制作された。キューティハニー調の文字があしらわれているほか、一つだけ黒く塗られたハートがある。主に「紅」、「DAHLIA」などの半音下げチューニングで使用。チェリーサンバーストとは異なり、塗り潰しの分厚い塗装のため、チェリーサンバーストよりも低音が強く出る特性があると言う。
ピックアップはサスティナードライバー+VH-401（完成時）、後にリアのみディマジオ DP-100 スーパーディストーションに換装。
2023年7月27日に行われた「hide Memorial Day 2023 "hide with Spread Beaver appear!! in TOKYO"」にて、盟友PATAがこのギターで最終曲のTELL MEを演奏した。実際の演奏に使用されたのは1997年のX JAPAN THEA LAST LIVE以来、25年ぶり。

#### Burny MG-X "サイエンス"
1996年の東京ドーム公演で初登場。ドロップDチューニングの曲（「SCARS」）で使用。ボディトップにペイントされているロボット（宇宙人?）はアルバム「PSYENCE」のジャケットに描かれていたもの。ピックアップはサスティナードライバー+ディマジオ DP-159エヴォリューション。

#### Burny MG-X "グリーン・ハート"
イエロー・ハートの色違いとして製作され、X JAPAN THE LAST LIVEで初登場。「RUSTY NAIL」などのレギュラー・チューニングで使用されていた。hide着用の衣装をもとにした蛍光グリーンのペイントを目指したが光沢感を出すのに苦労し、塗料にパール剤が混ぜられている。
イエロー・ハートでは、ボディエッジ部のハートは形を保って塗られているが、グリーン・ハートではイエロー・ハートの市販廉価版などと同様にボディエッジ部のハートの形は欠けている。
ピックアップはサスティナードライバー+ディマジオ DP-100 スーパーディストーション。

#### Burny MG-X "基盤"
グリーンハートと同時に製作され、当初、X JAPAN THE LAST LIVEでメインとなる予定だったギター。緑色のボディに文字通り基盤が描かれ、マスターボリュームノブの横に当時のhideの公式サイトのURLがプリントされていた。更に基盤の黄土色の箇所はボディの木目が透けて見えるように塗装されるなど、かなり細部まで拘ったカラーリングであったが、完成したのがライブ本番直前のリハーサルの時で、音を出してみたところ、ボディーの塗装処理の都合で音抜けが良くなかったという理由でメインで使用される事は無く、当日はイエローハートのサブとしてセットアップされていた。6弦にヒップショットDチューナーという、ワンタッチで1音下げられるペグを取り付けていたのも特徴。
ピックアップはサスティナードライバー+ディマジオ DP-100 スーパーディストーション。

#### Burny MG-X プロトタイプ
リアにセイモアダンカンのJBをマウントしたプロトタイプやセンターにシングルコイルを増設したプロトタイプ、ボディ材を変更したプロトタイプ等も存在し、常に理想の音を求めて試行錯誤していた様子がうかがえる。

#### Gibson Les Paul STANDARD
中学生のときに祖母に買ってもらったHIDEの最初のギターであるGibson LesPaul Delux以来、モッキンバードモデルをメインにしてレスポールを使うことは無かったが、PATAの所有するレスポールを借りて弾いた際、「レスポールってこんなに良かったっけ？」と驚き、主にレコーディングでの使用を目的に1994年の渡米時に購入した。モトリー・クルーのミック・マーズが所有していた個体でシリアルナンバーは「9 0297」。PATAの所有する1959年製レスポールスタンダードとは2番違いで、全くの同一ロットまたはそれに近い時期に作られたもの。アーティストが使用していた等のヒストリーを抜きにしても全てのビンテージエレキギターの中で最も高価、希少で価値のあるものである所謂レスポールのバースト（58年から60年までのGibsonLesPaul）で、PATA曰く、ギターにペイントをすることやステッカーを貼るのが好きなhideはこのギターにもステッカーを貼り、PATAに怒られたという。購入以後はほとんどすべてのレコーディングに使用されたが、購入したことが嬉しかったのか一度だけライブで使用された（1993年12月31日のX JAPAN東京ドーム公演「X JAPAN RETURNS」でPATAの1959年製バーストと共に「JOKER」の演奏で使用）。このギターのサウンドを目標にチェリー・サンバースト以降のMG-Xは製作された（メイプルトップ・マホガニーバックのボディ構造、パッシブピックアップへの変更等）。

#### Martin D-18
アコースティック・ギター。自宅での曲作りやアコギパートのレコーディングなどで使用。「hideがいつでもギターを弾けるように」と、hideと共に棺に納められている。

#### Burny H CUSTOM "くじら"
PATA所有のコリーナ材で制作されたエクスプローラーモデルを弾いたところ、そのサウンドをいたく気に入ったため、同じ木材を用いてフェルナンデス社のHシリーズ（布袋寅泰のシグネチャーモデル）のシェイプで製作されたギター。ピックアップにトム・ホームズH-453を搭載。H CUSTOMは通称シャチと呼ばれていたが、hideが勘違いでくじらと呼んだためこの愛称となった（アメリカでの商品名はVERTIGO）。主にJa,Zooのレコーディングで使用されていた。

#### Burny HR-195/REBIRTH
"くじら"をベースにhideオリジナルモデルとして製作が進められていたモデル。このモデルの最終調整の打合せ予定日の前日にhideが逝去。その後、hide MUSEUM設立に合わせて製作されている。その後、木材をホンジュラス・マホガニーへ変更して限定300本で発売された。ボディの形状はオリジナルのものでMG-Xとくじらの特徴がミックスされている。ピックアップはこのモデルに合わせて新開発されたCYBER FUTURE SONIC SCANNER（フェルナンデス HS-001F/R）を搭載。ネックはボルトオンジョイント、塗装もナチュラルフィニッシュで、hideモデル定番のダイレクトスイッチやサスティナーの搭載もなく、トラスロッドカバーも付けられているが、これはhideとの打ち合わせ前でこのモデルが未完成のものであったため。hideはX JAPAN解散後の雑誌インタビューにて「X JAPANでは24フレットのギターが必要だったが、ソロでは必要ない」「サスティナーは要る」等の発言を残している。

#### FENDER STRATOCASTER JEFF BECK MODEL
hideが自分で購入し、ボティ両面に写真等を切り貼りしてカスタムした。hide所有の唯一のフェンダー社製ギター。

#### FERNANDES JG CUSTOM
PSYENCE A GO GOツアー開始前、フェルナンデスに、ツアー用にMG以外のギターを用意して欲しい。エディ・ヴァン・ヘイレンみたいなギターがいい。ピックアップはリア1発でいい」と、リクエストして製作されたもの。
市販のフェルナンデス・JGシリーズをカスタムして製作され、フロントピックアップを撤去し、リアのハムバッカー（ディマジオのエアーゾーンをマウント）に、コントロールは1ボリュームというシンプルなレイアウトにし、クリアピックガードを取り付けたが、どうしてもフロントピックアップを撤去してがら空きとなったキャビティーが気になるという事で、フェルナンデス側が独自にシールドをプラグインするとイルミネーションが点灯するギミックとダミー配線を仕込み、サイバーなルックスのギターとなった。このギターの製作期間は僅か5日間だった。hide本人はこのイルミネーションを「トレーニングマシーンみたい」と、いたく気に入っていた。
尚、改造に使用されたダミー配線は当時フェルナンデス側が秋葉原の電子部品を扱うお店へ直接出向き購入した物が使用されている。

#### Burny H-65 CUSTOM
1994年のソロツアー時に使用。Fernandesの製品カタログからオーダーし、ピックアップとピックガードのみ変更。ピックアップは、フロントがVH-401、リアがVH-4。

#### 使用弦とピック
フェルナンデスHGS-1200（hideシグネチュアモデル・ゲージは009-046）、それ以前はアーニーボール・ハイブリッドスリンキー、デビュー初期はフェルナンデス製の弦を使用、いずれもゲージは009-046を使用していた。初期の頃、『BLUE BLOOD』に代表されるような低音弦の速いオルタネイトのバッキングに重きを置き、そのサウンドにも拘り、一時6弦に052や050という太めの弦を使用していたこともあった。
フェルナンデス・スキャナー（hideシグネチャーモデル）、ジムダンロップ・ナイロンスタンダード0.73mm（PATAが使用してる物と同一）、ジムダンロップ・トーテックススタンダード0.73mm。ピックはその日の腕のコンディションや気分によって使い分けていたという。

### 使用アンプとエフェクター等
- X 「Jealousy」

ENGL 2×50 TUBE POWER AMP(パワーアンプ)
ENGL 2ch Preamp(プリアンプ)
T.C.ELECTRONIC TC2290(デジタル・ディレイ)
Guyatone FLANGER(フランジャー)
BOSS OD-1(オーバードライブ)
EX-Pro WIRELESS(ワイヤレス)
HIWATT 12×4 SP CABINET W(スピーカーキャビネット、中のスピーカーをセレッションのVINTAGE 30に交換)
DIGITECH WHAMMY(ピッチ・シフター)
- X JAPAN 「THE LAST LIVE」

VHT Classic(パワー・アンプ)
ENGL SAVAGE 100(ヘッド・アンプ)
HIWATT CUSTOM HAIWATT 100(ヘッド・アンプ)
MARSHALL 1960AV(キャビネット)
MARSHALL 1960BV(キャビネット)
VOX V847(足元ワウ)
DIGITECH WHAMMY 2(足元ピッチ・シフター)
MXR FLANGER(フランジャー）
MXR PHASER 100(フェイザー)
ETA POWER(ラックパワーサプライ)
DIGITECH RP-5(マルチエフェクター)
MACKIE CR-1604(メキサー)
PALMER PDI05(キャビネット・シミュレーター)
DIGITECH DHP-33(ハーモナイザー)
DIGITECH GSP-2101(プリアンプ)
TC-ELECTRONIC 1210(コーラス・フランジャー)
SANSAMP PSA-1(プリアンプ)
ROCKTRON PATCH MATE(ループコントローラー)
ROCKTRON RSB18F/R(ループコントローラー足元+ラック)
KORG G2 TONEWORKS(アコーステック・シミュレーター)
DIGITECH TSR-12(空間系エフェクター)

## 関連書籍
- 遠藤允『hide「がんばんだぞ」 - 優しさと、愛と勇気をありがとう』小学館
- 本郷陽二『音楽のヒーローたち hide伝説』
- 『限界破裂本』シンコーミュージック
- 『hideDAYS』宝島社
- 大島暁美『hide BIBLE - OFFICIAL BOOK hideを愛する全ての人へ贈ります』音楽専科社
- 松本裕士『兄弟 追憶のhide』講談社
- 『夢と自由』ニッポン放送プロジェクト
- 荒川正彦『Pink Cloudy Sky - 俺とhideと横須賀ロック・ストーリー』メディア・クライス
- 『HIDE 無言激』音楽専科社
- 管野秀夫『hide』扶桑社 ISBN 4-594-02810-1
- 『Pinky Promise hide Official Book」』インデックス・コミュニケーションズ
- イエローZ『hide FOREVER FREE 松本秀人の大いなる遺産』衆芸社
- hide哀悼の会『hide ここにあり記』旭書房
- 中条剛『hide 真実のストーリー』ルー出版
- I.N.A.『君のいない世界〜hideと過ごした2486日間の軌跡』ヤマハミュージックエンタテインメントホールディングス